# Bothrops cotiara
Bothrops cotiara är en ormart som beskrevs av Gomes 1913. Bothrops cotiara ingår i släktet Bothrops och familjen huggormar. Inga underarter finns listade.
Arten förekommer i provinsen Misiones i norra Argentina samt i delstaterna São Paulo, Paraná, Santa Catarina och Rio Grande do Sul i Brasilien. Honor lägger inga ägg utan föder levande ungar.